# Luis Humberto Salgado
Luis Humberto Salgado (Cayambe, 1903 - Quito, 1977) fue un compositor de música clásica y música popular de Ecuador. Fue además un director de orquesta y pedagogo que dedicó su vida al Conservatorio. Se especializó en el piano y como compositor destacó por realizar una producción musical que abarca casi todos los géneros de la música de concierto de Europa occidental: nueve sinfonías, cuatro óperas, siete conciertos, cinco ballets, tres poemas sinfónicos, dos misas y algunas obras para música de cámara, piano y voz.

## Biografía

### Educación
Salgado nació en Cayambe, un pequeño pueblo cerca de Quito, y creció en la capital, ciudad donde viviría toda su vida. A temprana edad aprendió los conceptos básicos de la música de su padre Francisco Salgado Ayala, quien fuera a su vez un importante compositor de este país. Realizaría sus estudios en el Conservatorio Nacional de Música de Ecuador y se graduaría como pianista en 1928. Fue profesor y dos veces director de la institución. Su carrera la realizó completamente en Ecuador, a diferencia de otros compositores latinoamericanos que estudiaron o estuvieron asociados con centros musicales europeos. Inspiró su música en el folclor ecuatoriano y el modernismo musical de su tiempo. Cultivó además las dodecafonía.

### Trayectoria
Compuso nueve sinfonías, cuatro óperas, una ópera-ballet, ocho conciertos, operetas y varias piezas de música popular ecuatoriana, entre ellas el pasacalle El Farrista Quiteño. Sus obras tienen innovaciones notables que se pueden apreciar en sus sinfonías como la Segunda sinfonía (Sintética no. 2), Rococó, la Sexta sinfonía (para cuerdas y timbales), las sonatas 2 y 3 para piano, Seis fases rapsódicas sobre tres acordes dodecafónicos. Entre otras obras se destaca también su micro danza Sanjuanito futurista, obra para piano que ha sido versionada por muchos artistas, como la versión para marimba sola del percusionista y compositor Cristian Orozco. Los elementos musicales tradicionales ecuatorianos son algunos de los elementos que utiliza en sus composiciones, además del politonalismo, y dodecafonismo. La Orquesta Sinfónica del Ecuador y el director Álvaro Manzano realizaron varios estrenos.
 

Además de ser profesor en el conservatorio nacional también dictaría clases en el Instituto de Música Sacra. Fue un escritor prolífico y publicó varios artículos sobre música en periódicos locales, siempre con el objetivo de enseñar y cultivar al público acerca de las últimas tendencias en música clásica europea. Algunas veces Salgado es considerado como un compositor nacionalista que se enfocó en lo "folklorístico", él describió su estilo compositivo como "del neodiatonismo al post-serialismo, más allá de Schoenberg" y se describió a sí mismo como "compositores politécnicos", es decir como aquel que combina diferentes técnicas de composición de diferentes épocas de la historia de la música en una sola obra. En sus propias palabras:
El compositor erudito y técnico no se sitúa en una época concreta, clásica o moderna, sino que, según el sentido ideológico que intenta plasmar en su música, evoca las escalas de todos los tiempos, desde la pentatónica hasta la dodecafónica... orientando su técnica armónica y contrapuntística hacia las realizaciones del arte contemporáneo
Según la musicóloga Wong, "Un análisis  cuidadoso de la obra de Salgado deja entrever que el compositor ya buscaba amalgamar la pentafonía y el dodecafonismo en los temas melódicos de sus piezas desde la década de 1940." En general, su estilo musical ecléctico combina con mucha destreza la escala pentatónica andina con la técnica dodecafónica. A esto se añaden elementos contrapuntísticos, armonías atonales y abstracciones de danzas indígenas y mestizas ecuatorianas como el Sanjuanito, Yaraví, Albazo y Danzante.

### Últimos años
Su labor es muy valorada en Ecuador puesto que con la limitación de recursos de dicho país logró desarrollar su carrera como músico académico. La mayoría de sus obras sinfónicas nunca fueron interpretadas durante su vida, ya que fueron escritas para una gran orquesta que no existía en el Ecuador en ese momento. Murió en 1977, la víspera de un concierto de piano que iba a ofrecer.

## Recepción de la crítica

### Sinfonías
Después de la grabación de sus sinfonías a cargo de Michael Meissner y la orquesta sinfónica de Cuenca, resumen las composiciones sinfónicas de Salgado de la siguiente manera:

Abarcan desde 1949 hasta 1975: obras de gran madurez, no extravagantes, pero orquestadas con colorido, originalmente estructuradas (la Segunda y la Novena, cada una en un movimiento), con un sabor nacional, especialmente en algunos de los ásperos finales, y sin embargo trabajadas con un oído perspicaz, como cabría esperar de un estudiante, luego profesor y después director del principal conservatorio de su país, con sede en la capital, Quito.

La más folclórica de las sinfonías es la Primera, en la que cada movimiento se basa en un estilo musical indígena diferente. La tendencia a la compresión de la Primera Sinfonía de Cámara de Schoenberg impresionó profundamente a Salgado e influyó en la forma compacta de la Segunda, mientras que, en términos más generales, favorece la concisión de pensamiento y expresión allí donde muchos de sus contemporáneos tendían a la ampulosidad y la verbosidad. Sin embargo, Salgado nunca siguió los pasos de Messiaen y Boulez por la senda del serialismo total: la Tercera Sinfonía de 1956 tiene una tonalidad clara -Re mayor- y el intrigante subtítulo: "escrita en una escala pentatónica de estilo rococó". La Cuarta es otra poderosa afirmación del carácter ecuatoriano y andino dentro de la forma sinfónica tradicional;
Cuenca Symphony Orchestra, Michael Meissner

Sobre la quinta sinfonía Salgado nos proporciona escritos sobre sus intenciones:

En mi Quinta Sinfonía, titulada Neo-Romanticismo, expongo el primer tema con una prosodia de doce tonos; el pensamiento descriptivo está impregnado de un clima melódico coherente con el espíritu hedonista que anima esta partitura. El lenguaje de la Sexta (1968) está estructurado como un concerto grosso y puntuado para cuerdas y timbales, en la vena neoclásica de las primeras partituras europeas de Martinu y Martin.
Cuenca Symphony Orchestra, Michael Meissner

Por otra parte, respecto a la séptima, octava y novena sinfonía se las puede entender de la siguiente manera:

Salgado describió la Séptima como un homenaje a Beethoven en el bicentenario de su nacimiento, pero la propia sinfonía es estridente y exploratoria, y refleja el tema de la devoción en espíritu y temperamento más que en pastiche. La Octava Sinfonía de 1972 se compuso para conmemorar el sexagésimo aniversario de la Batalla de Pichincha, que arrebató Quito y la independencia de Ecuador a los ocupantes españoles. Sin embargo, en lugar de basarse en tropos folclóricos o incluso militares, Salgado continúa con su estilo personal maduro, fusionando elementos melódicos y rítmicos indígenas con armonías densas y politonales. Por último, la Novena, de 12 minutos de duración, es un Adieu apropiadamente refinado, moldeado en torno a varias melodías de 12 tonos, cuya exposición se esboza en sólo 53 compases y se cierra con un fugato denso y cromático.
Cuenca Symphony Orchestra, Michael Meissner

### Óperas
Luis H Salgado compuso cuatro óperas en total. La primera sería Cumandá es una ópera en tres actos que estábasada en la novela nacional ecuatoriana homónima de Juan León Mera escrita en 1879. Sería una de las tres óperas que se harían a esta novela del siglo XIX. Por otro lado está la El Centurión que fue compuesta entre 1959 y 1961. Originalmente fue concebida como parte de una trilogía de óperas, siendo las otras dos óperas deEunice y El tribuno. La ópera Eunice fue compuesta entre 1956-1962. La partitura piano-voz fue iniciada el 24 de noviembre de 1956 y la partitura orquesta-voz culminada el 6 de septiembre de 1962. Es la segunda de sus cuatro óperas y la primera obra de un grupo de tres óperas que concibió como un conjunto, al que el investigador Javier Andrade Córdova ha denominado Trilogía épica cristiana.
Las óperas de Salgado se caracterizan por:

Incluir en sus composiciones raíces de la música ecuatoriana. Tuvo como referente ‘El anillo del nibelungo’ de Richard Wagner. Para componer esta ópera, el ecuatoriano se basó en la técnica wagneriana que consiste en dar a cada uno de los personajes un leitmotiv (un motivo) musical que anuncia la entrada en escena. Este método permite que el público pueda diferenciar entre los coros y los distintos momentos de la obra, como el dueto de amor entre Vinicio y Ligia, la tristeza en el monólogos de Eunice, o las fanfarrias de Nerón. La diferencia radical entre la composición de Wagner y de Salgado está en el lenguaje musical que cada uno utiliza: el primero siempre apegado al romanticismo del siglo XIX y el segundo a las vanguardias del siglo XX, con técnicas muy atrevidas como la politonalidad y poliritmicidad musical. Uno de los méritos de Salgado en esta pieza es que “no ve hacia atrás, sino hacia el futuro”, lo que le permite entablar diálogos con sus contemporáneos.

### Postserialismo
A juicio de Wong, el serialismo en la obra de Salgado dificultó la recepción de su obra:

Salgado  fue  y  sigue  siendo  el  único  compositor  ecuatoriano  que  se  ha  acercado sistemáticamente  a  la  técnica  dodecafónica  y  como  una  característica  idiosincrática  de  su estilo musical, desde 1943 hasta el final de sus días. Por ello, fue un músico incomprendido en el Ecuador, al punto de que la mayor parte de su producción musical de corte vanguardista nunca fue interpretada en vida del compositor,  y aún después de su muerte en 1977
Wong - "Una aproximación a la técnica serial en la obra de Luis Humberto Salgado”

Su relación con el serialismo no era rígida, sino que para Salgado, esta constituía una herramienta para sus fines musicales. Por esta razón no clasificaba su música en el mero serialismo, sino como postserialismo, de esta manera lograba no hacer simplemente una adaptación de la música desarrollada en Viena, sino que creaba una base sólida para de esta forma expresar la música clásica ecuatoriana:

A Salgado le interesaba la técnica dodecafónica en cuanto a la posibilidad de construir temas melódicos formados por doce tonos no repetidos, que a veces funcionan como una serie y a veces no. Aparentemente, la creación de temas docetonales era una manera coherente de organizar su pensamiento musical y, según él, llevar a la música ecuatoriana a su máxima evolución al supuestamente utilizar todos los tonos de la escala cromática, en lugar de los cinco tonos de la escala pentafónica, característica de la música amerindia, o los siete tonos de una escala diatónica, introducida por los españoles durante el período colonial.Asimismo, la escala pentafónica no tenía que mostrar necesariamente el colorido de la música andina. Salgado puede tratar un tema pentafónico como una serie dodecafónica utilizando las permutaciones prima, inversa, retrógrada y retrógrada inversa. También puede incluir la estructura de una escala pentafónica en la composición de una melodía diatónica en estilo romántico (Cuarteto de Cuerdas No. 1), o en un tema melódico en estilo rococó (Sinfonía No. 3), o en la estructura de una melodía docetonal (Sanjuanito Futurista). Esto lo hace porque, para él, la técnica docetonal era solo eso, una técnica de composición que no se adhiere a ningún estilo musical en particular.
Wong - "Una aproximación a la técnica serial en la obra de Luis Humberto Salgado”

## Legado

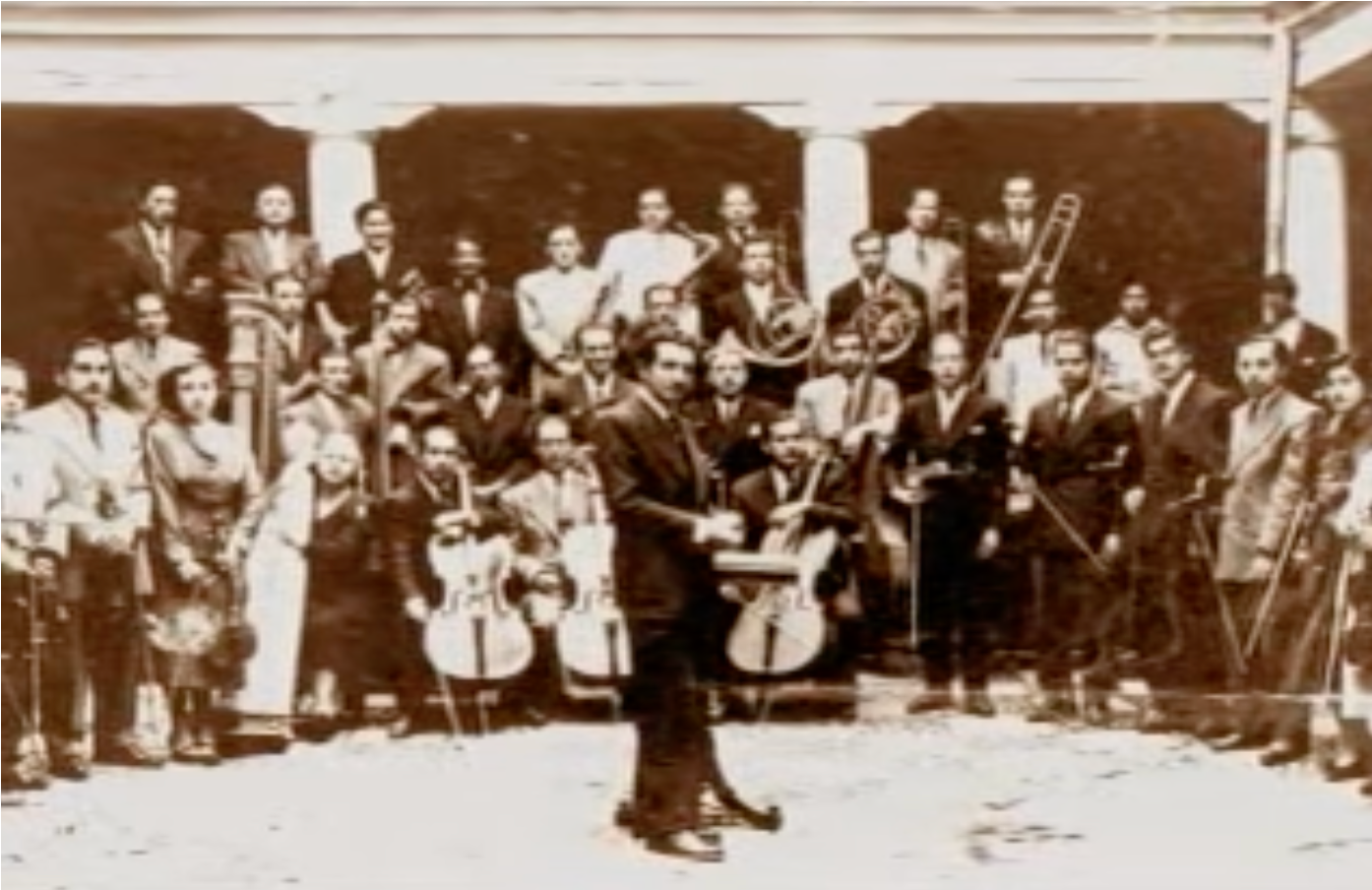
Luis H. Salgado con su orquesta

Gracias a los esfuerzos de la Orquesta Sinfónica de Guayaquil y de la Orquesta Sinfónica de Cuenca se han estrenado e interpretado sus 9 sinfonías. Además de los estrenos de sus conciertos: para Violoncelo y Orquesta a cargo de Dennis Parker (violoncelo) y Dante Anzollini (director) junto a la Orquesta Sinfónica de Guayaquil, Concierto para piano N1 Consagración de las Vírgenes del Sol interpretado por Eduardo Florencia (piano) y Gustavo Lovato (director) junto a la Orquesta Sinfónica Nacional del Ecuador. Concierto Fantasía para piano N2 (terminada de orquestar por Michael Meissner) y Concierto para piano N3 interpretados por Alex Alarcón Fabre (piano) y Michael Meissner (director) junto a la Orquesta Sinfónica de Cuenca.
La Orquesta Sinfónica de Cuenca, dirigida por Michael Meissner estrenó la ópera Eunice  y realizaron la grabación integral de las nueve sinfonías de Salgado. 
Escribió un Texto de Armonía en dos volúmenes, mantuvo una columna especializada en El Comercio de Quito y colaboró con varias publicaciones nacionales e internacionales.
La música de Salgado, va teniendo mayor presencia en el repertorio ecuatoriano, lo cual evita correr la triste suerte de la música del polifonista Diego Lobato De Sosa y la del violinista Agustín Baldeón, otros compositores ecuatorianos de quienes no quedan más que leyendas y escritos de sus contemporáneos.

## Catálogo de obras
| Año              | Obra | Descripción     |
| ---------------- | --- | --------------- |
| 1933             | Atahualpa o el ocaso de un Imperio (banda sinfónica)                                                       | orquesta        |
| 1934             | Ensueño de amor                                                                                            | opereta         |
| 1936             | Canto de Libertad                                                                                          | ballet          |
| 1937             | Andante para violín y orquesta                                                                             | orquesta        |
| 1940 (rev. 1954) | Cumandá | opera           |
| 1941             | La consagración de las vírgenes del Sol - Concierto para piano y orquesta                                  | orquesta        |
| 1944             | Sanjuanito Futurista (micro dance para piano)                                                              | solo (piano)    |
| 1944             | Cantata amerindia                                                                                          | vocal           |
| 1945             | Alma nativa                                                                                                | vocal           |
| 1947             | El Páramo (Preludio Andino-Ecuatoriano)                                                                    |                 |
| 1947             | Alejandría la pagana, melodrama                                                                            | orquesta        |
| 1946             | Suite Coregráfica                                                                                          | ballet          |
| 1947             | El Amaño                                                                                                   | ballet          |
| 1947             | Qué lindo es el cariño (sanjuanito)                                                                        | canción         |
| 1947             | Quiteño de Quito' (pasacalle)                                                                              | canción         |
| 1948             | Concierto fantasía en estilo nacional para piano y orquesta                                                | orquesta        |
| 1948             | Variaciones en estilo folclórico                                                                           | orquesta        |
| 1949             | Día de Corpus                                                                                              | opera-ballet    |
| 1949             | Primera Sinfonía, "Andina" en Sol menor (revisada en 1972 et re-bautizada Sinfonía de Ritmos Vernaculares) | orquesta        |
| 1949             | Sismo (poema sinfónico)                                                                                    | orquesta        |
| 1950             | Pieza característica                                                                                       | orquesta        |
| 1952             | El Dios Tumbal                                                                                             | ballet          |
| 1953             | Concierto para violín y orquesta en Mi Mayor                                                               | orquesta        |
| 1953             | Segunda Sinfonía, "Sintética N. 1", en Re menor                                                            | orquesta        |
| 1955             | Tercera sinfonía "sobre un tema Rococó: A-D-H-G-E", en Re Mayor                                            | orquesta        |
| 1955             | Danzas Ecuatorianas para flauta y orquesta                                                                 | orquesta        |
| 1957             | Cuarta sinfonía , "Ecuatoriana", en Re Mayor                                                               | orquesta        |
| 1957             | Eunice | ópera           |
| 1958             | Quinta sinfonía, "Neo-Romántica"                                                                           | orquesta        |
| 1959             | Homenaje a la danza criolla (poema sinfónico)                                                              | orquesta        |
| 1961             | Aidita | vocal           |
| 1961             | El Centurión                                                                                               | ópera           |
| 1963             | Concierto para piano y obligado de arpa                                                                    | orquesta        |
| 1966             | Misa Solemne en Re Mayor (en cinco movimientos)                                                            | coro y orquesta |
| 1966             | Misa Solemne (cuatro movimientos)                                                                          | coro y orquesta |
| 1968             | Sexta sinfonía, Para cuerdas y timbales                                                                    | orquesta        |
| 1968             | Concierto para corno y orquesta                                                                            | orquesta        |
| 1969             | Suite ecuatoriana                                                                                          | orquesta        |
| 1966             | Tercera sonata para piano                                                                                  | piano           |
| 1969             | Ferviente anhelo (pasillo)                                                                                 | canción         |
| 1970             | Septième Symphonie, dedicada a Beethoven, en Mi menor                                                      | orquesta        |
| 1971             | El Tribuno                                                                                                 | ópera           |
| 1972             | Octava sinfonía, en Mi menor,dedicada al Sesquicentenario de la Batalla de Pichincha                       | orquesta        |
| 1975             | Concierto para violoncello y orquesta                                                                      | orquesta        |
| 1976             | Concierto ecuatoriano para guitarra y orquesta                                                             | orquesta        |
| 1977             | Novena sinfonía, "Sintética N. 2", en Re Mayor                                                             | orquesta        |

### Obras escritas
- Salgado, Luis H. Música vernácula ecuatoriana (Microestudio), publicado en 1952 por Casa de la Cultura Ecuatoriana
- Salgado, Luis H. Proyecciones de la música contemporánea, publicado en septiembre de 1960 por Ritmo de Madrid, España.
- Salgado, Luis H. De lo nacional a lo cosmopolita En:Cuadernos de arte del Conservatorio Nacional de Música, Teatro y Danza, año I, n.º 1, junio, pp. 5-7. Quito: Editorial Universitaria. 1962.

### Discografía
- Salgado en seis cuerdas.

Artista: Julia Villarroel | Sello discográfico: JSM Records
Sonata No. 2 (Transcripción para dúo de guitarras por Julia Villarroel). Intérpretes: Julia Villarroel, Lucija Štivčević
I. Allegro Appassionato
II: Larghetto
III: Allegro con brio
Mosaico de Aires Nativos. (Transcripción para guitarra e interpretación por Julia Villarroel).
I. I. Amanecer de Transnochada
II. Romance Nativo
III. La Trilla
IV. ¡Al que no alienta, copa!
V. Criollita Presuntuosa
VI. Nocturnal
- Luis Humberto Salgado. Música Sinfònica y de Cámara CD.

Suite Atahualpa. Interpreta Banda Sinfónica Metropolitana Director: Jorge Oviedo
I. Visiones Proféticas de Viracocha
II. La Fiesta del Sol
III. La tragedia de Cajamarca.
Sonata para Violín y Piano*. Andrés Torres, piano. Pedro Rodríguez, violín.
I. Allegro scherzando
II: Quasi Adagio
III: Allegro con brio
Quinteto para Cuerdas y Piano*. María Yemesiuk, piano. Dmitri Zinkovsky y Evguenin Subotin, violín. Vasili Kujarenko, viola. Olga Kalinova, violoncello.
I. Adagio. Allegro Enérgico
II. Andante Afectuoso
III. Allegro con moto
Sexta Sinfonía para cuerdas y timbales*. Orquesta de Cámara de la Unión de Compositores de Moscú. Director: Freddy Cadena.
I. Maestoso. Allegro Festivo
II. Adagio Espressivo
III. Allegretto poco Mosso.
IV. Finale
- Obras interpretadas en el III Festival de la Cultura Iberoamericana, Moscú. 2003.

* Souvenir de l'Amérique du Sud (CD) (piano, Marcelo Ortiz, con otras obras de: Gerardo Guevara, Sixto María Durán y Miguel Ángel Casares)
De la Suite Mosaico de Aires Nativos
I. Amanecer de trasnochada (pasillo) - Luis H. Salgado
II. Romance nativo (sanjuanito) - Luis H. Salgado
VI. Nocturnal (pasillo) - Luis H. Salgado
Brindis al pasado (pasillo) - Luis H. Salgado
* Salgado Ensamble Quito 6" CD. Ensamble Quito 6. (Jorge Oviedo, Director. Victoria Robalino, Violín. Amelia Rivadeneira, Violoncello. Luis Arias, Contrabajo. Jamil Erazo, Flauta. Benito Tayupanda Clarinete. Alex Alarcón Fabre, Piano.
Variaciones en estilo folclórico (1947) (Adaptación Jorge Oviedo)
Tema y Fuga Miniatura
Yaraví
Sanjuanito
Yumbo
Albazo
Aire Típico
Galería del Folclor Andino Ecuatoriano (1942)  (Adaptación Jorge Oviedo)
Evocación a los Espíritus Nativos del Lago (Barcarola)
Criollo Sentimental y Festivo (Yaraví y Albazo)
Brindis por la peaña (Alza)
Después de la Cosecha (Danzante)
El pintoresco baile de las cintas (Sanjuanito)
Siga la farra (Aire Típico)
Nocturnal (1946) (Adaptación Leonardo Cárdenas)
San Juanito Futurista micro danza (1944)(Adaptación Jorge Oviedo)
* Piano Music by Ecuadorian Composers CD. Piano: Alex Alarcón Fabre, 
Rapsodia N 3 (Luis Humberto Salgado)
Brindis por la peaña (alza) (Luis Humberto Salgado)
Nocturnal (pasillo) (Luis Humberto Salgado)
Otras obras en el CD:Gerardo Guevara, Corsino Durán, Claudio Aizaga, Juan Pablo Muñoz Sanz
* Salgado Inmortal CD. Vientos Mitad del Mundo: Diana Gallegos, Clarinete. Carolina Gallegos, Oboe. Néstor Labre, Flauta. 
Andrés Vera, Fagot. Rómulo Alarcón, Corno Francés.
Quinteto para Instrumentos de Aliento
Allegro con Vita
Andante Sostenuto
Allegretto Giocoso